# Pabellón alemán (Barcelona)
El pabellón de Alemania, diseñado por Ludwig Mies van der Rohe y Lilly Reich, fue el edificio de representación de Alemania en la Exposición internacional de Barcelona celebrada en el año 1929. Concebido como espacio representativo para albergar la recepción oficial presidida por el rey Alfonso XIII a las autoridades alemanas, el edificio pretendía simbolizar el carácter progresista y democrático de la nueva República de Weimar y su recuperación tras la Primera Guerra Mundial.
Este edificio constituye uno de los hitos en la historia de la arquitectura moderna, al ser una obra donde se plasman con particular rotundidad y libertad las ideas del entonces naciente Movimiento Moderno, y está considerado por muchos autores como una de las cuatro piezas canónicas de la arquitectura del movimiento moderno junto con el edificio de la Bauhaus de Gropius, la villa Savoye de Le Corbusier y la Casa de la cascada de Wright.
El pabellón fue desmantelado tras la exposición en 1930, y reconstruido posteriormente en la década de los 80 en su ubicación original, en Montjuic, donde permanece abierto al público.

## Historia

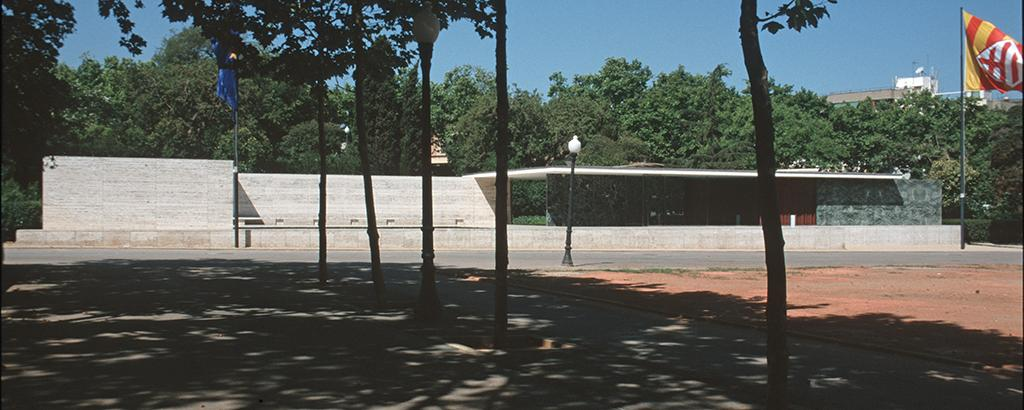
Vista general.

En 1929, debido a los éxitos obtenidos en la Exposición de la Werkbund de 1928 en Stuttgart, Mies  y Reich son nombrados directores artísticos de la sección alemana de la Exposición Internacional de Barcelona, para la cual se proyectó el Pabellón donde por primera vez se exhibió la silla Barcelona.
El proyecto fue encargado por la República de Weimar en junio de 1928. Fue el propio Mies quien eligió el emplazamiento del pabellón de Alemania dentro del recinto de la exposición: pese a que en un principio se le había asignado un lugar cercano a la fuente mágica —eje central del recinto ferial diseñado por Cadafalch—, el arquitecto prefirió un lugar un poco más apartado, alejado del ruido del eje principal donde se encontraban los grandes edificios construidos para la ocasión.
Construido sin más función que la meramente representativa, el pabellón pretendía simbolizar los ideales de progreso y aperturismo del estado alemán tras la Primera Guerra Mundial. En el discurso de inauguración, el comisario del Reich, Georg von Schnitzler, resumió: "Buscamos sobre todas las cosas claridad, simplicidad e integridad".
A pesar de las voces que solicitaron la preservación del edificio, las dificultades económicas que atravesaba el estado alemán provocaron que a la finalización de la exposición el pabellón fuese desmontado, en enero de 1930. La estructura metálica fue vendida allí mismo, y las piezas de mármol devueltas a Alemania. Sin embargo, con el paso del tiempo esta obra fue ganando reconocimiento como un referente clave para la historia de la arquitectura del siglo XX, por lo que desde 1954, y por iniciativa del arquitecto Oriol Bohigas se empezó a gestar la idea de reconstruir el edificio en su emplazamiento original. Esta iniciativa finalmente se materializó en la década de 1980. Los trabajos empezaron en 1983 a cargo de los arquitectos Ignasi de Solà-Morales, Cristian Cirici, Fernando Ramos y Ana Vila, y la reconstrucción, basada enteramente en el diseño original y con los mismos materiales, se inauguró el 2 de junio de 1986.
El Pabellón reconstruido está gestionado por una fundación que permite la visita turística y el alquiler del local para eventos privados, incluyendo la realización de varios anuncios publicitarios. El edificio también ha alojado numerosas instalaciones artísticas, entre las que figuran las de Antoni Muntadas, Enric Miralles y Benedetta Tagliabue, Jeff Wall, Jérôme Schlomoff, Dominique Gonzalez-Foerster & Jens Hoffmann, Kazuyo Sejima y Ryue Nishizawa (SANAA) y Andrés Jaque y su Office for Political Innovation.

## Diseño

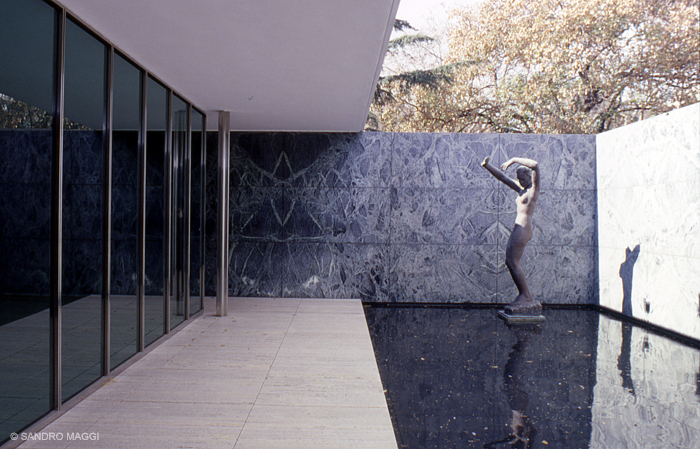
Estanque trasero.

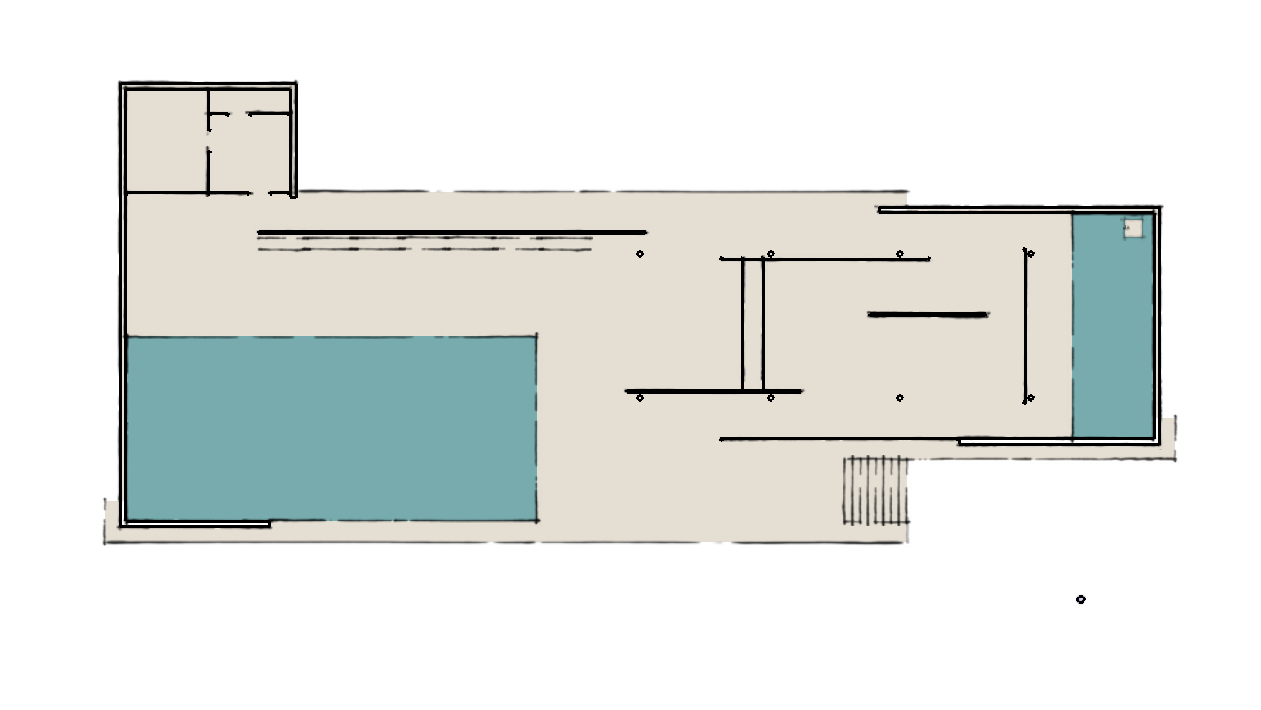
Planta.

Además de su emplazamiento apartado, también sorprende el modesto tamaño del edificio, incluso más pequeño que una vivienda unifamiliar. El pabellón se encuentra ligeramente elevado respecto del entorno mediante un podio de travertino de dimensiones 56,62 x 18,48 m, sumando una superficie total de unos 1000 m². El conjunto se abre hacia el eje principal de la exposición (orientación este), y es permeable hacia el oeste, mientras que se cierra en los lados cortos; el norte y el sur. El acceso no es directo, sino que se produce de forma tangencial, con los 8 peldaños que forman la escalera de acceso ocultos a la vista desde el camino principal.
El edificio explora los por aquel entonces novedosos conceptos de planta libre y continuidad espacial. El diseño se rige por un estricto módulo de 1,09 m. y está considerado un ejemplo arquetípico de simplicidad y rigor constructivos, constituyendo una de las materializaciones más famosas de la conocida máxima miesiana: "menos es más". El pabellón muestra la influencia del neoplasticismo en la obra de Mies Van der Rohe, entre otras influencias como la de la arquitectura japonesa y el suprematismo.
El pabellón puede considerarse dividido en 4 zonas: el espacio ceremonial central, la zona de administración, y dos zonas descubiertas: la terraza principal, y el patio sur. El edificio sin embargo es famoso por la fusión entre las distintas zonas y la intencionada disolución de las fronteras entre los espacios interiores y exteriores, creando un recorrido fluido y continuo, en permanente transición.
El juego libre de planos exentos, la fluidez de los espacios, y la continuidad y riqueza visuales obtenida gracias a la transparencia de los grandes paños acristalados y los reflejos de las distintas superficies (mármol pulido, vidrios y láminas de agua), pretendía transmitir la idea de libertad y progreso de la nueva república alemana.

### Mobiliario

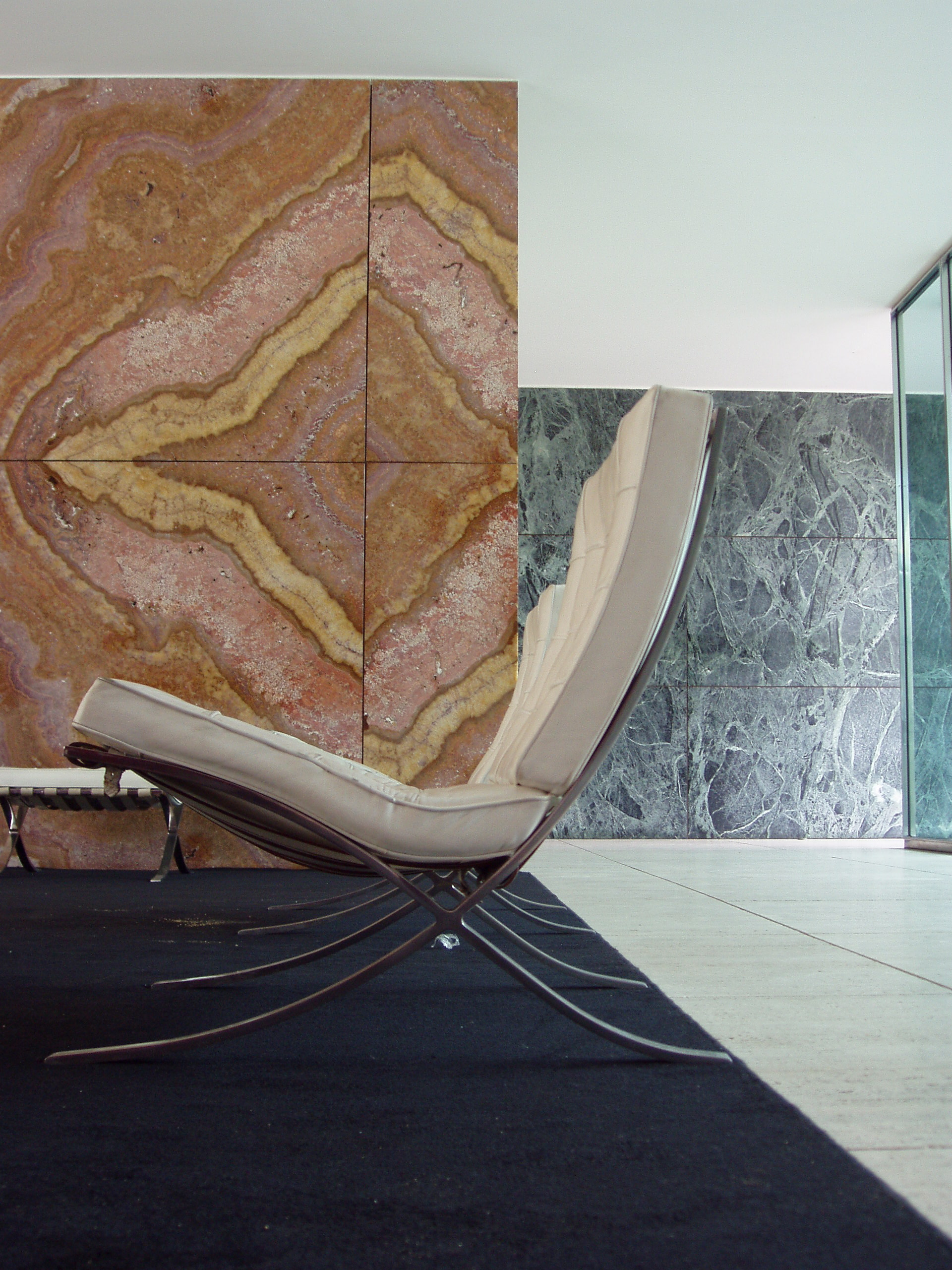
Silla Barcelona.

Mies también diseñó el mobiliario del pabellón. La pieza más representativa, convertida luego en icono del diseño, es la llamada "silla Barcelona", construida con cuero y perfiles tubulares de acero inoxidable, y que aún hoy en día sigue en producción. El diseño de las sillas, concebidas para dar asiento a los monarcas españoles durante la ceremonia, se inspiró en la sella curulis utilizada por los antiguos magistrados romanos, y contó con la colaboración de la diseñadora Lilly Reich. Este modelo de silla fue el primero en utilizar acero inoxidable en mobiliario para interiores.

### Escultura

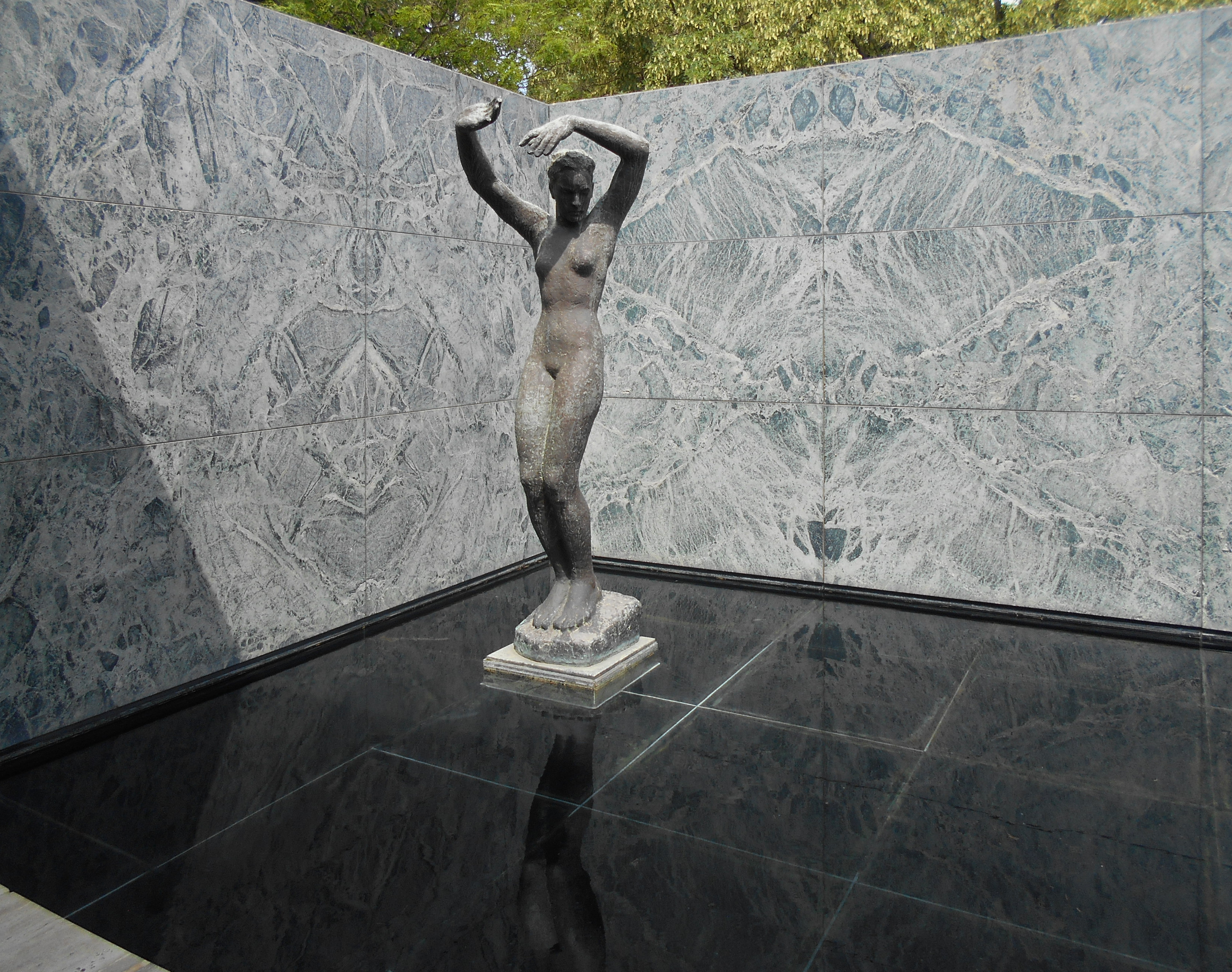
Mañana, de Georg Kolbe.

En el estanque trasero se halla la escultura Mañana (en alemán: Morgen), de Georg Kolbe. Es una pieza de bronce de 1,73 x 0,87 x 0,75 m, cuyo original fue ejecutado en 1925; en 1929 se hizo una copia para la Exposición Internacional, mientras que la obra que figura actualmente en el pabellón es otra copia realizada en 1986. Esta escultura formaba pareja con otra del mismo escultor titulada Noche, realizadas ambas para decorar una promoción de viviendas subvencionada por la Compañía de Tranvías de Berlín en 1925. La obra agradó a Mies van der Rohe, quien la escogió para su pabellón. Enmarcado en el expresionismo, Kolbe tenía predilección por la representación de la figura humana, característica derivada de la influencia de su principal referente, el escultor francés Auguste Rodin. La escultura es una representación alegórica de la Mañana, en forma de mujer desnuda con los brazos alzados para protegerse de los rayos del sol. Situada sobre una peana, la obra se encuentra en un estanque cuya superficie refleja la silueta de la escultura, lo que enfatiza el conjunto.

## Construcción

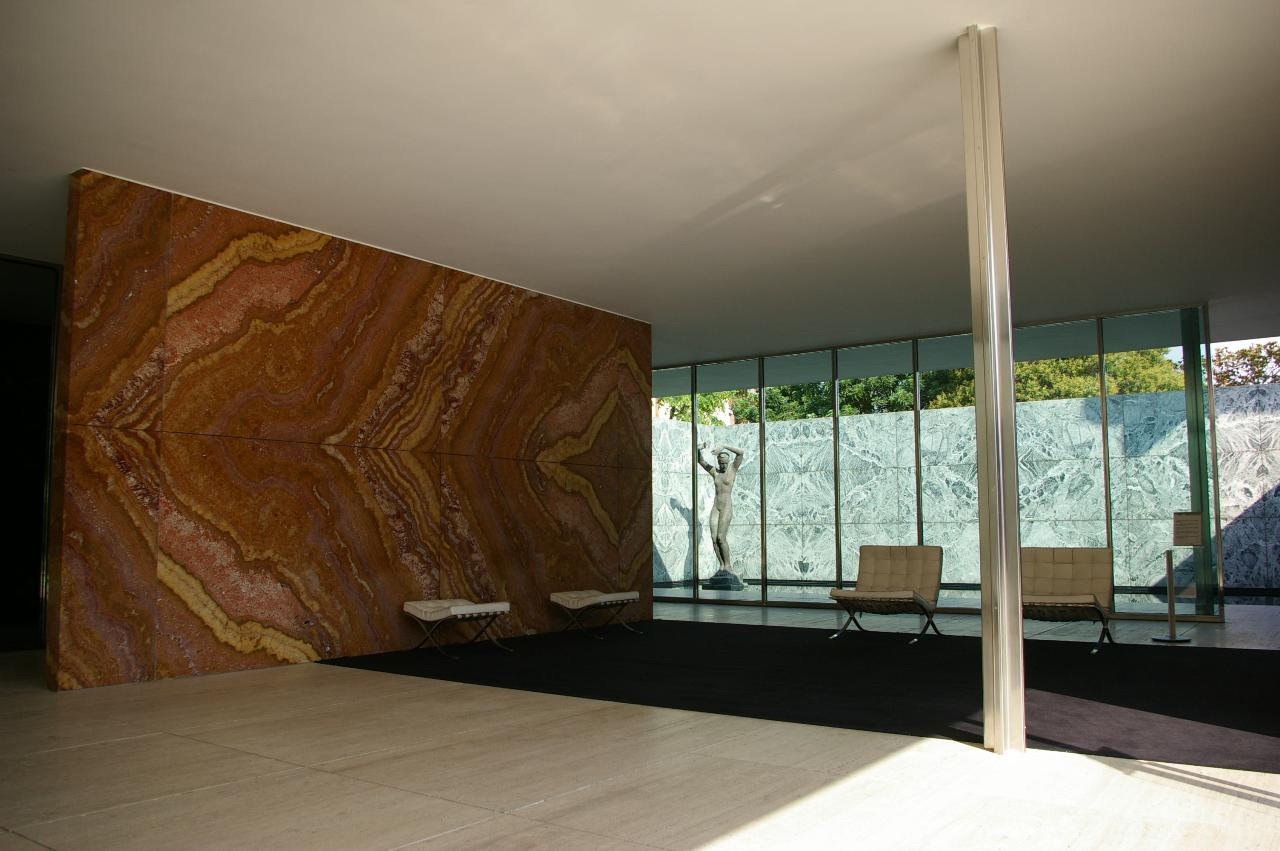
El pilar cruciforme: "guardián de la sala del trono: un caballero con armadura metálica, estilizadísimo, defiende el lugar y prohíbe el paso, vigila".

La construcción se resolvió con acero, cristal, y cuatro tipos de mármoles: travertino romano, mármol verde de los Alpes, mármol verde antiguo de Tinos y ónice doré del Atlas africano. Un escaso mobiliario formado por sillas, una cortina roja y una alfombra negra, que combinados con el color amarillento del mármol ónice de la pared, imitaban los colores de la bandera alemana. La utilización de planos de colores es característica de las exhibiciones que Reich había organizado previamente.
El bloque de ónice original condicionó la altura final del pabellón. Mies, hijo de cantero, sabía que no se podía cortar piedra en invierno, debido a que la piedra húmeda recién cortada corría el riesgo de fracturarse por las heladas. El apretado calendario de entrega obligó al arquitecto a recurrir a las existencias de material disponible, y fue el propio Mies quien encontró el bloque de ónice en un depósito de mármol en Hamburgo. La pieza tenía unas medidas de 240 x 160 x 60 cm. Mies decidió entonces dar al pabellón una altura igual al doble de la altura del bloque, adoptando una altura libre de 3,10 m. Según varios autores, este paramento supone quizás la mayor diferencia entre el pabellón original y el reconstruido en la década de 1980, y también uno de los puntos más criticados de la obra, ya que el veteado del ónice actual, de origen argelino, manifiesta una direccionalidad que no estaba presente en la piedra original.
El edificio se eleva sobre un pódium formado por losas de travertino apoyadas sobre plots de hormigón. Además del edificio, en el pódium se ubican dos estanques. El acceso se realiza a través de una pequeña escalera tangencial al pódium. La cubierta principal, realizada en hormigón armado, está soportada por ocho pilares metálicos con forma de cruz y revestidos de acero cromado. La elección de la sección en cruz supuso una novedad formal con respecto a los pilares de la época, habitualmente cilíndricos.
Los paramentos verticales, independizados de la estructura portante, son de mármol o de vidrio. Los muros de mármol se soportan mediante una estructura metálica,  mientras que los del núcleo de servicio, ubicado en una zona separada en el lado norte, son de hormigón armado y sí tienen función estructural.
Las placas de travertino siguen un módulo de 2,18 x 1 m, y tienen un grosor de 3 cm, mientras que las placas de ónice poseen unas dimensiones de 2,35 X 1,55 m.
Los cerramientos acristalados emplean vidrio verde, negro, gris y blanco transparente.
La impresión total es la de un espacio lujoso creado mediante planos perpendiculares en las tres dimensiones.

## Fundación y premio Mies van der Rohe
La Fundación Mies van der Rohe es una entidad pública sin ánimo de lucro, surgida con el propósito de reconstruir el Pabellón alemán que el arquitecto Mies van der Rohe realizó para la Exposición Internacional de 1929. Además de asegurar la preservación de una de las obras pioneras de la arquitectura moderna, la Fundación tiene como objetivos profundizar el debate sobre la arquitectura y el urbanismo moderno y contemporáneo, crear un archivo documental sobre Mies van der Rohe y promover el estudio sobre el artista.
El Premio de Arquitectura Contemporánea de la Unión Europea – Premio Mies van der Rohe (o Premio Mies Van der Rohe) es un premio de arquitectura concedido por la Unión Europea y la Fundación Mies van der Rohe cada 2 años desde 1988. Es el premio de arquitectura contemporánea más importante de la Unión Europea. Está dotado con 60 000 euros y una escultura que evoca el Pabellón Alemán.